# Övre Lötbergstjärnen
Övre Lötbergstjärnen är en sjö i Bräcke kommun i Jämtland och ingår i Ljungans huvudavrinningsområde.